# No Rest for the Wicked (jeu vidéo)
No Rest for the Wicked est un futur jeu vidéo de type action-RPG développé par Moon Studios et publié par Moon Studios. Situé en 841, le joueur prend le contrôle d'un guerrier sacré qui doit se rendre sur l'île d'Isola Sacra pour enquêter sur un fléau nommé la « Pestilence ». Le jeu devrait sortir pour Microsoft Windows via un accès anticipé en avril 2024. Des versions complètes du jeu devraient être publiées sur Microsoft Windows, PlayStation 5 et Xbox Series.

## Histoire
Le jeu se déroule en 841. Le joueur prend le contrôle d'un Cerim, appartenant à un groupe de guerriers sacrés dotés de capacités magiques, qui doivent purger la « Pestilence », un fléau qui a transformé les habitants d'Isola Sacra en monstres dangereux et insensés. En chemin, les Cerims se retrouve mêlé à des conflits politiques entre les dirigeants du royaume et les rebelles qui cherchent à le renverser.

## Système de jeu
No Rest for the Wicked est un jeu de type action-RPG joué dans une perspective en vue du dessus. Le joueur peut créer son propre personnage au début de sa partie. Le joueur collectionne une variété d’armes et d'équipements qui sont divisés en différentes raretés. Chaque arme possède également ses propres mouvements uniques, et elles peuvent être améliorées avec des runes pour augmenter leurs capacités de combat. Les joueurs peuvent frapper un ennemi avec leurs armes, parer, esquiver et bloquer les attaques, bien que toutes ces actions consomment de l'endurance. L'armure portée par le personnage du joueur affectera également son ensemble de mouvements. Par exemple, les joueurs portant une armure agile seront capables d’effectuer un pas rapide, ce qui leur permettra d’échapper aux attaques sans consommer beaucoup d’endurance. Une jauge de concentration s'accumule progressivement pendant le combat, permettant aux joueurs de déclencher une attaque spéciale une fois qu'un certain seuil de concentration est atteint. Tant que la santé du joueur est entièrement restaurée, les ennemis déjà tués restent morts[Quoi ?], tandis que la santé des ennemis blessés ne se régénère pas. Au fur et à mesure que les joueurs progressent dans le jeu, ils gagnent des points d'attribut, qui peuvent être dépensés dans sept domaines différents (la santé, la force, l'endurance, la dextérité, la foi, l'intelligence et la concentration) pour améliorer les performances de combat du joueur. Le jeu dispose par ailleurs d'un système de classe permettant aux joueurs d'expérimenter librement différents styles de jeu.
Les joueurs finiront par atteindre la colonie de Sacrament, ville évolutive qui se transforme au fur et à mesure que le joueur progresse et atteint les objectifs secondaires, débloquant ainsi des récompenses et des opportunités supplémentaires. Les joueurs peuvent également acheter et décorer leur propre maison dans la ville. Les ressources collectées dans la nature peuvent être utilisées pour fabriquer de nouveaux équipements, des meubles, ou pour apporter ces ressources à la construction d'améliorations de la ville. Les joueurs doivent explorer hors des sentiers battus afin de trouver des coffres et des matériaux cachés. Les joueurs peuvent également participer à des activités telles que la pêche et l'agriculture sans accomplir de missions données. Une fois que le joueur a terminé la campagne principale, il peut accéder au contenu de fin de partie nommé « Cerim Crucible », permettant aux joueurs de tester leurs compétences contre les ennemis les plus coriaces du jeu. Le jeu prend de plus en charge des modes multijoueur coopératif à quatre joueurs ainsi que multijoueur compétitif joueur contre joueur.

## Développement
Moon Studios, qui compte une équipe de 80 personnes, est le principal développeur du jeu. Lorsque le jeu est révélé en décembre 2023, Gennadiy Korol, cofondateur du studio, révèle qu'ils travaillent sur le jeu depuis six ans. Le studio commence à travailler sur le projet après la sortie d'Ori and the Blind Forest: Definitive Edition, bien que la production complète se soit rapidement arrêtée, car le studio n'était pas « prêt à affronter le multijoueur en ligne, le JcJ et un jeu de rôle à part entière en 3D » à ce moment-là de la production. Seule une petite équipe continue à travailler sur le projet tandis que le gros du studio poursuit le développement de Ori and the Will of the Wisps. La production du jeu démarre officiellement en 2018. Des éléments des jeux Ori, tels que ses mondes interconnectés, sont repris pour No Rest for the Wicked. La section « Clairières de la Source » de Will of the Wisps, dans laquelle les joueurs aident des personnages non jouables à améliorer la zone, est créée alors que le studio souhaite expérimenter les mécanismes de base de gestion de ville avant de les étendre considérablement avec No Rest for the Wicked. Contrairement aux précédents jeux Ori qui sont développés sur le moteur Unity, No Rest for the Wicked est conçu à l'aide d'un moteur de jeu interne.
Selon Thomas Mahler, directeur créatif du jeu, les combats du jeu sont imaginés pour être « viscéraux ». Le système est basé sur l'animation et les joueurs doivent observer l'animation de combat des ennemis afin d'identifier le meilleur moment pour frapper et esquiver. Au sein de No Rest for the Wicked, le combat est inspiré par les jeux de FromSoftware, la série de jeux Monster Hunter et les jeux de combat en général. Le système d'endurance est implémenté dans le jeu pour dissuader les joueurs de spammer inconsidérément des attaques, et les encourager à élaborer une stratégie et à planifier leurs attaques avant de frapper. Les visuels du jeu sont conçus pour être similaires à ceux d’un tableau. D'ailleurs, l'équipe a intentionnellement évité de s'approcher d'un rendu photoréaliste pour les graphismes, estimant que cela pourrait diluer l'identité du jeu. De même, il a souhaité éviter un style visuel en cel-shading car l'équipe voulait que le jeu soit détaillé et « immersif ». Le Trône de fer et des contes shakespeariens ont inspiré le monde et l'histoire du jeu. Avec No Rest for the Wicked, l'équipe veut passer d'histoires « plus petites et allégoriques » des jeux Ori à une « saga fantastique épique » avec de vrais humains qui ont leurs propres arcs narratifs et conflits.
En juillet 2020, Private Division, un studio de Take-Two Interactive spécialisée dans l'édition de jeux vidéo de petits développeurs, annonce son partenariat avec Moon Studios pour le développement de son prochain jeu. Mahler nomme Diablo et Path of Exile comme concurrents potentiels du jeu en février 2023.
No Rest for the Wicked est officiellement annoncé aux Game Awards en décembre 2023. Le jeu devrait sortir en accès anticipé pour Microsoft Windows le 16 avril 2024. Lors de son lancement, le jeu comprendra les premiers chapitres du jeu, tandis que les mises à jour ultérieures introduiront de nouveaux chapitres d'histoire, des mécanismes de jeu et des modes multijoueur. Des versions pour PlayStation 5 et Xbox Series doivent également être publiées après le lancement de l'accès anticipé du jeu.

### Traduction
- (en) Cet article est partiellement ou en totalité issu de l’article de Wikipédia en anglais intitulé « No Rest for the Wicked (video game) » (voir la liste des auteurs).